# Vanilla Sky - Deschide ochii
Vanilla Sky - Deschide ochii (în engleză Vanilla Sky) este un film american SF din 2001 regizat de Cameron Crowe. Filmul îi are în distribuție pe Tom Cruise, Penélope Cruz și Cameron Diaz, cu Jason Lee și Kurt Russell în roluri secundare. Scenariul este bazat pe filmul lui Alejandro Amenábar din 1997, Deschide ochii! Penélope Cruz reinterpretează rolul din filmul original.

## Distribuție
- Tom Cruise – David Aames
- Penélope Cruz – Sofia Serrano
- Cameron Diaz – Julianna "Julie" Gianni
- Kurt Russell - Dr. Curtis McCabe
- Jason Lee - Brian Shelby
- Noah Taylor - Edmund Ventura/Tech Support
- Timothy Spall - Thomas Tipp
- Tilda Swinton - Rebecca Dearborn
- Michael Shannon - Aaron
- Ken Leung - Art Editor
- Shalom Harlow - Colleen
- Oona Hart - Lynette
- Ivana Miličević - Emma
- Johnny Galecki - Peter Brown
- Alicia Witt - Libby
- Laura Fraser - The Future
- Conan O'Brien - Rolul său
- Tommy Lee - Vânzător de mașini
- Steven Spielberg - petrecerea (nemenționat)

## Recepție
Publicul chestionat de CinemaScore a acordat filmului nota „D” pe o scară de la „A+” la „F”.